# أرون هورفاث
أرون هورفاث (بالإنجليزية: Aaron Horvath)‏ هو منتج أفلام ورسام رسوم متحركة وكاتب سيناريو ومخرج أمريكي، ولد في 19 أغسطس 1980 في كاليفورنيا في الولايات المتحدة.

## وصلات خارجية
- أرون هورفاث على موقع IMDb (الإنجليزية)
- أرون هورفاث على موقع قاعدة بيانات الأفلام العربية
- أرون هورفاث على موقع ميوزك برينز (الإنجليزية)
- أرون هورفاث على موقع قاعدة بيانات الفيلم (الإنجليزية)